# Ipoteza documentară
| include cea mai mare parte din Levitic |                                                                      |
| †                                      | include cea mai mare parte din Deuteronom                            |
| ‡                                      | "istoria deuteronomică": Iosua, Judecători, 1 & 2 Samuel, 1 & 2 Regi |

Diagramă a ipotezei documentare.

Ipoteza documentară, uneori numită ipoteza Wellhausen, afirmă că Pentateuhul (primele cinci cărți din biblie) nu sunt decât o compilație a câtorva narațiuni, create independent și relativ concomitent, care apoi au fost îmbinate în forma actuală de către un număr de redactori. Această ipoteză este o contribuție notabilă a lui Julius Wellhausen la cercetarea bibliei ebraice.
Ipoteza provine din încercările, întreprinse în secolele XVIII și XIX, de a explica faptul că textul bibliei conține multe inconsistențe și contradicții. Către sfârșitul secolului XIX s-a format consensul precum că textul final provine din patru surse. Cele patru surse sunt cunoscute ca „Yahwistul (de la Yahweh), „Elohistul” (de la Elohim), „Deuteronomistul” (de la Deuteronom) și „Scrierile preoților”.
Continuând cercetările asupra structurii Pentateuhului întreprinse în cursul secolului XIX -- de către Wilhelm Vatke, Eduard Reuss, Karl Heinrich Graf și Abraham Kuenen -- savantul orientalist Julius Wellhausen a propus următoarea ordine cronologică a celor patru surse:
- sursa Yahwistă (J) : scrisă cca 950 î.e.n. în Regatul Iuda (regatul de sud)
- sursa Elohistă (E) : scrisă cca 850& î.e.n. în Regatul Israel (regatul de nord)
- sursa Deuteronomistă (D) : scrisă cca 600 î.e.n. în Ierusalim în timpul reformei religioase
- scrierile preoților (P) : scrisă c. 500 î.e.n. de preoții evrei (kohanim) în timpul exilului babilonian

Cu toate că ipoteza a fost supusă criticii și s-au propus ipoteze alternative, mai ales în a doua jumătate a secolului XX, terminologia și descoperirile ipotezei documentare continuă să servească drept bază pentru teoriile moderne aspura structurii și originii celor cinci cărți. Concluzia este că ea nu mai este universal acceptată, dar constituie propedeuza (introducerea în) a cercetării academice a Bibliei în toate universitățile seculare și în multe facultăți de teologie.

## Înainte de Wellhausen
Până în secolul al XVII-lea cercetătorii bibliei au susținut punctul de vedere tradițional asupra autorului Pentateuhului: se considera că textul celor cinci cărți a fost scris de Moise, cu excepția a câteva rânduri adăugate mai târziu. Cu toate acestea, primele încercări de a pune la îndoială punctul de vedere tradițional s-au făcut deja în Evul Mediu Timpuriu. Încă în secolul XI, Isaac ibn Yashush (fr), un medic evreu la curtea conducătorilor ținutului Dénia în Spania musulmană, a indicat că lista regilor Edomului din Geneza 36 include persoane care ar fi trăit cu mult după moartea lui Moise.
Punctul de vedere tradițional a fost îndeaproape examinat în secolul al XVII-lea. În 1651 Thomas Hobbes, în capitolul 33 din Leviatanul, cita câteva pasaje cum ar fi Deuteronom 34:6 („nimeni nu i-a cunoscut mormântul până în ziua de azi”, implicând faptul că autorul trăia cu mult timp după moartea lui Moise); Numeri 21:14(referitor la o carte anterioară a isprăvilor lui Moise) și Geneza 12:6 („Pe atunci canaaniții se aflau în țară”, implicând faptul că autorul său trăia într-o perioadă când canaaniții nu se mai aflau în țară); trăgând concluzia că aceștia nu puteau fi aceeași persoană cu Moise. Alții, cum ar fi Isaac de la Peyrère, Baruch Spinoza, Richard Simon și John Hampden au ajuns la aceeași concluzie, dar operele lor au fost condamnate, unii dintre ei fiind băgați la pușcărie și forțați să retracteze, un atentat fiind comis la viața lui Spinoza.
în 1670, în „Tratatul teologico-politic”, Baruch Spinoza a respins punctul de vedere că Moise ar fi autorul Pentateuhului. El a analizat structura bibliei și a demonstrat că ea, în esență, reprezintă o compilație a diferselor surse efectuată de către autori de origine diversă. De exemplu, expresia „peste Iordan”, care se referă la ținutul transiordanian (aflat la est de la râul Iordan), înseamnă că naratorul este o persoană aflată la vest de Iordan, pe când Moise, conform Pentateuhului, niciodată nu a trecut Iordanul. Concluzia lui Spinoza este că Pentateuhul nu a fost „revelat” dintr-o dată. Analizând comentariile obscure ale teologului Avraham ibn Ezra, Spinoza propune o explicație, precum că Moise într-adevăr ar fi scris o carte, suficient de scurtă pentru a fi înscrisă pe cele 12 pietre ale jertfelnicului, adică altarului, („să scrii pe pietrele acelea cuvintele legii acesteia” -- Deut. 27:8) și pentru a fi citită în fața israeliților într-o singură adunare. Spinoza conclude că cartea originală a lui Moise a fost folosită la alcătuirea Pentateuhului de către un alt autor care a trăit cu mult timp mai târziu (Spinoza speculează că acesta ar putea fi Ezra).
În 1753 Jean Astruc a publicat (anonim) Conjectures sur les mémoires originaux, dont il paraît que Moïse s'est servi pour composer le livre de la Genèse („Conjecturi asupra documentelor originale de care pare să se fi folosit Moise în compunerea Cărții Genezei”). Motivul lui Astruc era de a infirma ipotezele lui Hobbes și Spinoza – „boala secolului trecut”, cum le califica el operele. Pentru a face asta, el a aplicat Genezei uneltele analizei literare pe care cercetătorii deja le foloseau pentru textele antice, cum ar fi Iliada pentru a analiza diferitele tradiții și a ajunge la cel mai autentic text. El a început prin a identifica două semne care păreau să identifice variante coerente, și anume folosirea lui „Elohim” sau a lui „Yahweh” drept nume pentru Dumnezeu, și apariția unor povești duplicate sau dublete, cum ar fi două relatări ale creației în primul și în al doilea capitol din Geneza și două relatări despre Sara și un rege străin (Gen. 12 și Gen. 20). El a aliniat versetele pe două coloane, cu versetele cu „Elohim” pe o coloană și versetele cu „YHWH” pe cealaltă, iar membrii dubletelor în propriile lor coloane pe lângă cele două. Coloanele paralele au constituit astfel două narațiuni lungi, fiecare privind aceleași evenimente. Astruc a sugerat că acestea ar fi fost documentele originale folosite de Moise, iar Geneza scrisă de Moise ar fi arătat astfel, narațiuni paralele menite să fie citite separat. Conform lui Astruc, un editor ulterior a combinat cele două coloane într-o singură narațiune, creând confuziile și repetițiile observate de Hobbes și Spinoza.
Uneltele adaptate de Astruc pentru critica surselor biblice au fost dezvoltate ulterior de alți cercetători, cei mai mulți dintre ei germani. Începând cu 1780 Johann Gottfried Eichhorn a extins analiza lui Astruc la întregul Pentateuh, iar în 1823 a conchis că Moise nu avusese nimic de a face cu scrierea lui. În 1805 Wilhelm de Wette a conchis că Deuteronomul reprezenta o a treia sursă independentă. În jur de 1822 Friedrich Bleek a identificat cartea lui Iosua drept continuare a Pentateuhului prin Deuteronom, în timp ce alții au identificat semne ale Deuteronomistului în Cartea Judecătorilor, Cărțile lui Samuel (sau Cartea întâi a Regilor și Cartea a doua a Regilor după canonul creștin) și Cărțile Regilor (sau Cartea a treia a Regilor și Cartea a patra a Regilor după canonul creștin). În 1853 Hermann Hupfeld a sugerat că Elohistul consta din două surse și trebuia despărțit, identificând astfel Sursa Preoțească (P); Hupfeld a subliniat de asemenea importanța redactorului sau a editorului final pentru întocmirea Torei din cele patru surse. Nu tot ce era în Pentateuh a fost trasat la aceste patru surse: numeroase secțiuni mai mici au fost identificate, cum ar fi Codul sfințeniei conținut de Levitic cap. 17 până la 26.
Cercetătorii au încercat de asemenea să identifice ordinea și anii de creare a celor patru surse și au propus ipoteze pentru cine le-ar fi scris și de ce. De Wette a conchis în 1805 că nimic din Pentateuh nu fusese scris înainte de vremea lui David. Începând cu Spinoza, sursa Deuteronomistă se asocia cu preoții din Templul de la Ierusalim din timpul domniei lui Iozia în 621 î.e.n.. În ce privește ordinea surselor, cercetătorii au argumentat diferite ordini de compunere a surselor PEJD, sau EJDP, sau JEDP, dar subiectul era departe de a fi fost lămurit.

## Ipoteza în formularea lui Wellhausen
Wellhausen era vestit pentru cercetările biblice asupra istoriei Vechiului Testament și a compunerii Hexateuhului. El este în mod special cunoscut pentru ale sale Prolegomena zur Geschichte Israels din 1883 (publicate inițial în 1878 ca Geschichte Israels), în care a propus o formulare definitivă a ipotezei documentare, argumentând că Tora sau Pentateuhul își avea originile într-o redactare a patru texte independente la origini, datând la un număr de secole după Moise, care ar fi fost autorul lor conform tradiției religioase.
Unul dintre autorii Pentateuhului, desemnat de către critica biblică cu numele de Iahvistul, este o persoană sau un grup de persoane trăind în perioada solomonică (sec. X î.e.n.). Un alt autor (sau grup de autori) al Pentateuhului este cel desemnat de către istorici cu numele de „autorul sacerdotal” („sursa P”, de la Priesterschrift), el trăind probabil mult mai târziu, în perioada Exilului babilonian (sec. al VI-lea î.e.n.). Un alt autor, Deuteronomistul ar fi trăit și el tot în perioada Exilului babilonian.
Conform lui Wellhausen:
- sursa Yahwistă (J) : scrisă c. 950 î.Hr în sud (Regatul Iuda).
- sursa Elohistă (E) : scrisă c. 850 î.Hr. în nord (Regatul Israel).
- sursa Deuteronomistă (D) : scrisă c. 600 î.Hr. în Ierusalim în timpul unei perioade de reformă religioasă.
- Sursa preoțească (P) : scrisă c. 500 BCE de Kohanim (preoții evrei) în exil în Babilon.

Conform lui Wellhausen, inițial Tora/Pentateuhul a existat ca patru narațiuni diferite, fiecare reprezentând o lucrare completă, fiecare privind aceleași evenimente și aceleași personalități, dar având misiuni diferite. Cele patru surse au fost îmbinate de două ori de către editorii („redactorii”) care s-au străduit să păstreze cât mai mult din conținutul documentelor originale.

### J, sursa yahwistă
Conform estimărilor, sursa yahwistă a fost compusă în cca 950 î.e.n. cu puțin timp înainte de scindarea Regatul evreu unit în două, Regatul Israel la nord și Regatul Iuda la sud, care a avut loc în 922 î.e.n. Astfel Yahwistul este cea mai veche sursă.
Ipoteza documentară atribuie sursei yahwiste descrierile antropomorfe ale lui Yahwe, vizitele făcute de către Yahwe în persoană și utilizarea numelui personal anterior evenimentelor din capitolul 3 al Exodului. Ipoteza nu atrubuie toate menționările numelui de Yahweh sursei yahwiste—documentele din sursa Deuteronomistă, sursa Elohistă precum și cea preoțească toate conțin numeroasele menționări ale numelui personal de Yahweh, însă sursa Yahwistă este unica care folosește acest nume înainte de Exodul 3.
Fiind axată pe narațiuni din care este compusă o jumătate din Geneză și o jumătate din Exod, precum și fragmente din Numeri, sursa Yahwistă are interes special în teritoriul Regatului Iuda și în personalitățile din istoria acestuia. Sursa yahwistă este scrisă într-un stil elocvent.
Sursa yahwistă reprezintă mai degrabă o teologie istorică, decât o teologie filozofică. Personalitatea lui Yahwe se face cunoscută prin acțiunile sale. Descrierea lui Yahwe începe cu crearea ființelor umane și cu istoria timpurie a omenirii în general (Geneza, capitolele 2 până la 11). Intenția yahwistului este nu de a relata istoria completă, ci doar anumite episoade cu o importanță deosebită pentru generațiile viitoare. Aceste episoade explică moralitatea umană, necesitatea de a lucra pentru a trăi, existența mai multor limbi, rivalitatea dintre frați, precum și încercările oamenilor de a trece peste limitele impuse de către dumnezeu. Familia este deseori privită în contextul teologic și succesiunea păcat-pedeapsă-iertare apare de mai multe ori.
Viziunea sursei yahwiste asupra teologiei istorice continuă cu Chemarea lui Avram, istoria ulterioară a lui Israel și a urmașilor acestora. Yahwistul prezintă poporul evreesc drept poporul lui Yahweh, care i-a creat, i-a protejat și i-a stabilit cu traiul în pământul Canaanului, întru îndeplinirea legământului cu Avraam, Isaac și Iacob. Istoria Israelului în prezentarea sursei yahwistă de asemenea include episoade de păcat-pedeapsă-iertare, dar mai cu seamă îl prezintă pe Yahweh drept un izbăvitor și îngrijitor al poporului său. Credința într-un singur dumnezeu (Yahweh) este prezentată ca o virtite primordială (e.g. Geneza 15:6, Exodul 4:30-31, Exodul 14:13). De asemenea sursa yahwistă subliniază menirea Israelului de a deveni un popor mare care va domina asupra vecinilor săi și va avea rege din seminția lui Iuda (Geneza 24:60, Geneza 27:27-29, Geneza 49:8-12; Numerii 24:15-19). Teologia sursei yahwiste se întinde înafara Israelului și include mențiuni că toate popoarele vor fi binecuvântate prin Avraam, sau vor obține binecuvântarea prin Avraam (Geneza 12:3) Relatarea distrugerii Sodomei și Gomorei (Geneza 18-19) de asemenea este atribuită sursei yahwiste.

### E, sursa elohistă
Folosirea numelui de Elohim, care este un nume generic pentru deități, în locul numelui personal, Yahweh, înainte de Exod 3, precum și descrierile lui Yahweh de natură mai impersonală (e.g., comunicarea în somn, prin profeți și prin îngeri în loc de apariția în persoană) indică, potrivit ipotezei documentare, proveniența din sursa elohistă. Narațiunea elohistă nu începe de la descrierea creării lumii, ci de la chemarea lui Avraam, strămoșul evreilor. Deoarece după capitolul 3 al Exodului atât sursa yahwistă cât și cea elohistă folosesc cuvântul „Yahweh” pentru dumnezeu, în textul ulterior delimitarea materialelor provenite din cele două surse devine dificilă. Sursa elohistă descrie aceleași evenimente precum și cea yahwistă, prezentând narațiuni duplicate. O treime din Geneză și o jumătate din Exod, precum și anumite fragmente din Numeri, provin din sursa elohistă. Sursa elohistă descrie un dumnezeu numit Elohim până la episodul cu rugul arzând, când Elohim i s-a deschis lui Moise prezentându-se ca Yahweh. Sursa elohistă este axată pe regatul Israel și pe orașul Șilo (Tel Shiloh), și este scrisă într-un stil elocvent moderat. Potrivit cercetătorilor, sursa elohistă ar fi compusă în jurul anului 850 î.e.n.
Teologia sursei elohiste vizează patru elemente-cheie: 1) supremația profeților, 2) frica față de dumnezeu, 3) legământul și 4) teologia istoriei. Supremația profeților este evidențiată prin faptul că narațiunea este bazată pe patru strămoși-cheie (Avraam, Iacob, Iosif și Moise) care sunt prezentați drept profeți ce au primit revelații, în viziuni și în visuri, de la dumnezeu. Conceptul sursei elohiste cu privire la frica față de dumnezeu depășește venerația respectuoasă și reprezintă motivul pentru care Avram s-a supus poruncii de a-și sacrifica fiul. Legământul este evidențiat în sursa elohistă în mai multe episoade, de exemplu la încheierea legământului în Exod 24, la întinderea cortului adunării și la răscularea israeliților pe muntele Sinai. Teologia istoriei în vederea sursei elohiste este axată pe poporul Israel și este mai inclinată spre așa aspecte religioase ca rugăciune, sacrificii și revelațiile profeților, decât sursa yahwistă. Obiectivul istoric al Israelului este explicit religios—să devină „împărăție preoțească și neam sfânt”.

### D, sursa deuteronomistă
Potrivit lui Martin Noth autorul deuteronomist a scris în mijlocul secolului VI î.e.n., adresându-se contemporanilor săi aflați în exilul babilonian pentru a le demonstra că „suferințele acestora au fost o consecință pe deplin meritată a secolelor de lipsă de loialitate a israeliților față de Yahweh”. Prin devotament față de Yahweh se înțelegea respectarea legii deuteronomice. Deoarece în regatele Israel și Iuda nu respectau acea lege, ele au fost distruse după judecata divină descrisă în cartea Deuteronomului: „Iar dacă nu vei asculta glasul Domnului Dumnezeului tău și nu te vei sili să împlinești toate poruncile și hotărârile Lui pe care îi le poruncesc eu astăzi, să vină asupra ta toate blestemele acestea și să te ajungă”. Din cărțile Pentateuhului, sursa deuteronomistă se conține doar în Deuteronom, însă ea apare în cărțile ulteioare: în Iosua, în Judecători și în cărțile Regilor. Ea apare sub forma de predici despre lege și sub forma de recapitulare concisă a Exodului și Numerelor. Se deosebește de celelalte surse prin utilizarea formulei „YHWH Eloheinu” pentru „dumnezeu”, tradus în limba română ca „Domnul Dumnezeu”. Conform estimărilor, această sursă a fost compusă cca anilor 650-621 î.e.n., adică înaintea exilului babilonian (587-539).
Potrivit lui Gerhard von Rad (en), viziunea lui Noth asupra scopurilor Deuteronomistului pune accent pe tema judecății și scapă din vedere tema îngăduinței lui Yahweh în povestirea deuteronomistă. Deuteronomistul prezintă mai multe exemple în care profețiile anterioare ale prorocilor lui Yahweh ulterior se împlinesc întocmai. Pe de o parte, distrugerea lui Israel și Iuda este descrisă drept împlinirea profeției despre răzbunarea pentru nesupunere. Pe de altă parte, promisiunea pe care a făcut-o Yahweh față de David prin prorocul Natan (Samuel 2 cap. 7, reiterat în Regi 1-2)  a preîntâmpinat distrugerea completă.

### P, sursa preoțească
Conform ipotezei documentare, sursa preoțească folosește titlul „Elohim” drept apelativ general de dumnezeu în perioada inițială (în primele 11 capitole din Geneză, acoperind cca 200 de ani). Primul nume specific, „El Shaddai” („Dumnezeul cel atotputernic”), a fost dezvăluit patriarhilor și utilizarea lui se limitează doar la această perioadă. Yahweh, numele personal de dumnezeu, a fost dezvăluit lui Moise și nu s-a folosit înainte de aceasta. Sursa preoțească îl descrie pe dumnezeu drept creator al întregii lumi, pe care a considerat-o „bună” și cărei a dat binecuvântarea sa. Omenirea este creată după chipul său (sau drept reprezentarea sa), sugerând stăpânirea acesteia asupra întregii lumi. Sursa preoțească conține multe liste (în special genealogii), cifre, date calendaristice și legi. Scrierile preoțești îl prezintă pe dumnezeu ca fiind îndepărtat și neîndurător. P repetă parțial textele din J și E, schimbând detalii pentru a evidenția importanța preoțimii. P cuprinde circa o cincime din Geneză, o parte substranțială din Exod și Numeri și aproape tot Leviticul. Se estimează că sursa preoțească ar fi fost creată cca 600-400 î.e.c.
Sursa preoțească îl prezintă pe Yahweh ca pe o zeitate interesată în rituri. Legământul de circumcizie, legile cu privire la alimentație și accentul pe construirea Cortului întâlnirii conform modelului divin sunt atribuite sursei preoțești.

## Concluzie
Ipoteza lui Wellhausen a rămas modelul dominant al studiilor Pentateuhului până în ultimul sfert al secolului XX, când a început să fie atacată de către cercetătorii care observau mult mai multe mâini implicate în scrierea Torei și le atribuiau unor perioade și mai târzii decât considera Wellhausen. Rămâne în continuare predată drept introducere în studiul Vechiului Testament pentru studenții la iudaism, teologie creștină, studii orientale, origini creștine, Biblie Ebraică și studii religioase de la universitățile mainstream americane.